# No Matter What
No Matter What ist ein Lied aus dem Musical Whistle Down the Wind von Andrew Lloyd Webber (Musik) und Jim Steinman (Text) aus dem Jahr 1996, das 1998 erfolgreich von der irischen Boygroup Boyzone interpretiert wurde.

## Inhalt und Hintergrund
Im Refrain des Liedes geht es darum, sich nicht von anderen einschüchtern zu lassen, sondern seinen eigenen Weg zu gehen. Es wird unter anderem angemerkt, was Gott antworten würde, wenn er die Gebete des lyrischen Ichs erhören würde. Das Musical wurde im Dezember 1996 uraufgeführt. 

## Version von Boyzone

### Entstehung und Veröffentlichung
Boyzone veröffentlichte den Song am 3. August 1998 bei Polydor Records als Single. Neben den Songwritern Andrew Lloyd Webber und Jim Steinman war Nigel Wright an der Produktion des Songs beteiligt. Es ist die meistverkaufte Single der Gruppe und wurde weltweit veröffentlicht. In den Niederlanden sowie in Großbritannien platzierte sich das Lied in den Charts auf Platz eins, ebenso in Norwegen und Neuseeland. In Deutschland und in der Schweiz erreichte der Song Platz zwei der Hitparade, in Österreich Platz drei. 
Das Ende der Erfolgsstrecke an der Spitze der britischen Charts war Lloyd-Webber zufolge auf eine „zynische Manipulation“ zurückzuführen, da das Album nach einer absichtlichen Preissenkung durch Polydor um nur einen Penny die Anforderungen für eine Chartaufnahme nicht mehr erfüllte und somit Platz für den nächsten Hit machte. Im Interview mit The Times warf er der Industrie vor, die ehemals als verlässlicher Maßstab des gesellschaftlichen Musikinteresses dienenden Charts „zu wenig mehr als einem Leitfaden der erfolgreichsten Marketing-Abteilungen der Plattenfirmen verkommen lassen, die Singles fast nur noch nutzen, um auf Langsspiel-CDs Appetit zu machen“.

### Chartplatzierungen
| ChartsChartplatzierungen     | Höchstplatzierung | Wochen |
| ---------------------------- | ----------------- | ------ |
| Deutschland (GfK)            | 2 (21 Wo.)        | 21     |
| Irland (IRMA)                | 1 (15 Wo.)        | 15     |
| Österreich (Ö3)              | 3 (21 Wo.)        | 21     |
| Schweiz (IFPI)               | 2 (24 Wo.)        | 24     |
| Vereinigtes Königreich (OCC) | 1 (16 Wo.)        | 16     |

| ChartsJahrescharts (1998)    | Platzierung |
| ---------------------------- | ----------- |
| Deutschland (GfK)            | 29          |
| Österreich (Ö3)              | 24          |
| Schweiz (IFPI)               | 21          |
| Vereinigtes Königreich (OCC) | 4           |

| ChartsJahrescharts (1999) | Platzierung |
| ------------------------- | ----------- |
| Deutschland (GfK)         | 47          |
| Österreich (Ö3)           | 31          |
| Schweiz (IFPI)            | 26          |

### Auszeichnungen für Musikverkäufe
| Land/Region                  | Auszeichnungen für Musikverkäufe (Land/Region, Auszeichnung, Verkäufe) | Verkäufe  |
| ---------------------------- | ---------------------------------------------------------------------- | --------- |
| Australien (ARIA)            | Platin                                                                 | 70.000    |
| Belgien (BRMA)               | Platin                                                                 | 50.000    |
| Dänemark (IFPI)              | 2× Platin                                                              | 100.000   |
| Deutschland (BVMI)           | Platin                                                                 | 500.000   |
| Neuseeland (RMNZ)            | Platin                                                                 | 10.000    |
| Niederlande (NVPI)           | 2× Platin                                                              | 150.000   |
| Norwegen (IFPI)              | 2× Platin                                                              | 40.000    |
| Österreich (IFPI)            | Gold                                                                   | 25.000    |
| Schweden (IFPI)              | Platin                                                                 | 30.000    |
| Schweiz (IFPI)               | Gold                                                                   | 25.000    |
| Vereinigtes Königreich (BPI) | 2× Platin                                                              | 1.200.000 |
| Insgesamt                    | 2× Gold · 13× Platin ·                                                 | 2.200.000 |

## Weitere Coverversionen
Meat Loaf interpretierte das Stück 1999 auf der B-Seite seiner Single Is Nothing Sacred. Eine deutschsprachige Version veröffentlichte Eloy de Jong 2018 unter dem Titel Egal was andere sagen.